# PSR J1745+10
PSR J1745+10 is een pulsar in een dubbelstersysteem. Daar ze ongeveer 400x per seconde om haar as draait, wordt de pulsar gerekend tot de zogenaamde millisecondepulsars. In minder dan 18 uur draait ze met haar begeleidende ster om een gezamenlijk zwaartepunt.
De pulsar is ontdekt door wetenschappers van het Max Planck Instituut voor Radioastronomie in een gebied waarin de Fermi Gamma-ray Space Telescope eerder een heldere bron van gammastraling waarnam. De ontdekking kwam slechts enkele weken na de start van een speurtocht naar pulsars met behulp van de 100 meter Radiotelescoop Effelsberg, Duitsland. J1745+10 gedraagt zich als een vampierster en heeft reeds vrijwel alle materie van haar begeleidende ster opgezogen. Op korte termijn, zij het op astronomische schaal, zal de begeleidende ster geheel zijn verdwenen.